# Amel Baccouche
Amel Baccouche (arabe : أمال البكوش) est une actrice tunisienne connue pour avoir joué le rôle de Janet, la voyante dans la série populaire Choufli Hal, aux côtés de Kamel Touati, Mouna Noureddine, Sofiène Chaâri, Kaouther Belhaj, Jamila Chihi et Oumayma Ben Hafsia.

## Télévision
- 1992 : El Douar (ar) d'Abdelkader Jerbi : Om Elatti
- 1996 : El Khottab Al Bab (invité d'honneur des épisodes 7, 9, 12 et 14 de la saison 1) de Slaheddine Essid, Ali Louati et Moncef Baldi : Hadja Saida
- 2001 : Dhafayer de Habib Mselmani
- 2002 : Gamret Sidi Mahrous de Slaheddine Essid : Zneikha Mahrous
- 2003 : Ikhwa wa Zaman de Hamadi Arafa
- 2004 : Hssabet w Aqabet de Habib Mselmani : Tawes
- 2005-2009 : Choufli Hal de Slaheddine Essid et Abdelkader Jerbi : Janet
- 2012 : Pour les beaux yeux de Catherine de Hamadi Arafa : Mné[1]
- 2013 : Yawmiyat Imraa de Khalida Chibeni : Baya
- 2017 : Lemnara d'Atef Ben Hassine
- 2018 : Elli Lik Lik de Kaïs Chekir
- 2020 : Awled Moufida de Sami Fehri et Saoussen Jemni